# キリストの洗礼 (カラッチ)
『キリストの洗礼』（キリストのせんれい、英: Baptism of Christ、伊: Battesimo di Cristo）は、イタリアのバロック絵画の巨匠アンニーバレ・カラッチが1595年ごろ、キャンバス上に油彩で制作した絵画である。
絵画は、1583年にボローニャ大学の法学部教授ジャコモ・カノッビ (Giacomo Canobbi) によりサンティ・グレゴリオ・エ・シーロ教会にあった彼の礼拝堂のために委嘱され、現在も同じ場所にある。彼は1585年に法律家としての資格を得たが、その日付けは画面に記されている。
この絵画は、1583年の『キリストの磔刑』ボローニャのサンタ・マリア・デラ・カリタ教会に続いてアンニーバレ・カラッチが得た2番目の公的委嘱である。絵画は、カラッチ一族の中で最も有名なアンニーバレがローマに移る前に制作した祭壇画中、本来の場所に残っている唯一の作品である。

## 作品

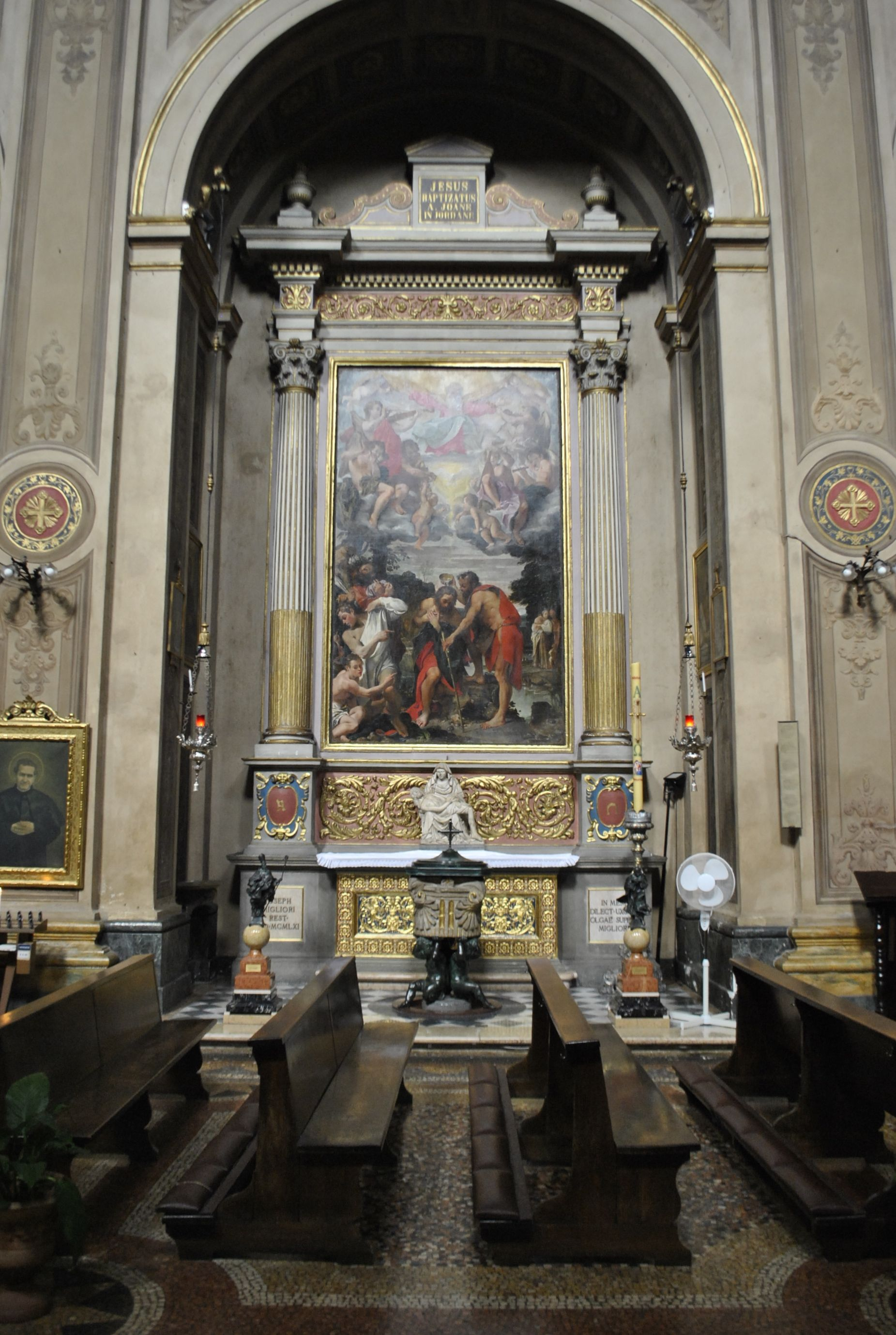
『キリストの洗礼』、サンティ・グレゴリオ・エ・シーロ教会 (Santi Gregorio e Siro)、ボローニャ

1584年から1587年まで、コレッジョはアンニーバレの芸術的関心を占めていたが、本作は彼がコレッジョを再発見した最初の重要な表明である。この祭壇画におけるコレッジョの影響は、とりわけ画面上部に明らかである。そこは雲に乗った奏楽する天使たちの合唱団に占められており、中央には永遠の父なる神が現れている。画面のこの部分は、パルマ大聖堂のために描かれたコレッジョのフレスコ画に由来する。
一方、絵画の下部では主題となる出来事「キリストの洗礼」が描かれている。「マタイによる福音書」 (13章)、「マルコによる福音書」 (1章1-11)、「ルカによる福音書」 (3章1-18, 21-22) によれば、ある時、洗礼者ヨハネから洗礼を受けようとする人々の中にイエス・キリストがいた。キリストを見つけたヨハネはキリストに駆け寄って、「私こそあなたから洗礼を受けるべきです」と恐縮した。しかし、キリストは、「あなたから洗礼を受けることが神の御心です」と説得し、洗礼を受けたのである。
絵画のこの部分は、当時ボローニャの画家たちを支配していた後期マニエリスムの様式に関連しているようである。このことは、何よりも描かれている何人かの人物たちの人工的なポーズに、とりわけ左側の求道者 (右隣には、洗礼を受けるためにシャツを脱いでいるキリストが表されている) の非常に不自然に身体を捻るポーズに見て取れる。
一般的に、絵画の二つの部分には齟齬 (二つの部分の異なる照明によっても強調される) があり、それは、おそらくいまだ進行中であった若いアンニーバレの探求の不確実性と結果を示唆するものである。
「キリストの洗礼」の描写に加え、画面には「三位一体」の神秘に関する言及もある。「三位一体」を表す父なる神、聖霊のハト、キリストは、絵画の真ん中を縦断する軸に沿って配置されている。「三位一体」に関する言及は、赤い上着を着た左側の見物者の手の仕草 (数字の3を示唆する) によって反復されている。実際、カノッビ礼拝堂は「キリストの洗礼」と「三位一体」の両方に奉献されていた。
アンニーバレのコレッジョ芸術への関心を表す、この最初の重要な作例で、アンニーバレがコレッジョの様式を新たにしようとする努力を見ることができる。画面上部の天使たちの合唱団はコレッジョに由来するものの、「家族の祝いのように…設定された、ほとんど小さなコンサート」ともいえる家庭的な精神によって特徴づけられる。
カルロ・チェーザレ・マルヴァジアによれば、この2番目の公的委嘱作品で、アンニーバレは彼より熟練した従兄弟のルドヴィコ・カラッチの助力を得たのであろう。